# Chemical Institute of Canada
Das Chemical Institute of Canada/Institut de chemie du Canada (CIC) ist ein kanadischer Berufsverband für Forscher und Experten aus dem Bereich der Chemie. Unter dem Namen Canadian Institute of Chemistry wurde der Verband 1921 gegründet. Mit anderen Organisationen fusionierte er 1945 zum heutigen Verband. Dieser untergliedert sich in die Untergesellschaften Canadian Society for Chemical Engineering (gegründet 1966), Canadian Society for Chemical Technology (gegründet 1973) und Canadian Society for Chemistry (gegründet 1985).
Als höchste seiner Auszeichnungen verleiht das CIC seit 1951 jährlich seine Medaille.
Das CIC veranstaltet jährlich die „Canadian Chemistry Conference and Exhibition“, eine Konferenz, zu der Forscher und Fachleute aus ganz Kanada zusammenkommen und sich austauschen. Die erste Konferenz im Jahr 1918 soll aus nur 100 Personen bestanden haben und zur Gründung der Chemical Society of Canada geführt haben. Im Jahr 2017 fand die 100. Konferenz in Toronto statt, zeitgleich mit dem 150-jährigen Gründungsjubiläum des kanadischen Staates.